# Charles-François Bonjour
Charles-François Bonjour, né le 4 février 1870 à Lausanne et mort le 20 novembre 1961 à Pully, est un architecte suisse établi à Lausanne.

## Biographie
Charles-François Bonjour étudie l'architecture au Polytechnicum de Zurich (aujourd'hui École polytechnique fédérale de Zurich) où il obtient un diplôme d'architecte en 1893. Ses premiers pas en architecture se font au service d'Henri Assinare, architecte au service de l’État de Vaud et responsable de la cathédrale de Lausanne puis pour l'architecte Théophile van Muyden, restaurateur de la basilique de Valère à Sion. Établi à Lausanne dès 1897 et alors associé au Neuchâtelois Charles Dubois, il travaille souvent par la suite en collaboration avec d'autres bâtisseurs, notamment Charles Borgeaud puis Adrien van Dorsser. Il enseigne aussi le dessin à l’École de la société industrielle et commerciale de Lausanne (1895-1897), institution qu'il dirige même de 1896 à 1899. Puis, de 1905 à 1933, il est professeur d'architecture à l'Université de Lausanne et, de 1921 à 1937, exerce la fonction d'inspecteur des constructions fédérales à Lausanne. Membre de la section vaudoise de la Société suisse des ingénieurs et des architectes (SIA), il se retire de la vie professionnelle en 1935.
Il construit beaucoup dans le canton de Vaud, et tout particulièrement à Lausanne :
- avec Charles Borgeaud, l'école primaire de la Barre (1899-1900) ;
- avec  Adrien van Dorsser, les grands immeubles locatifs à la rue Sainte-Luce, appelés Printemps, Été, Automne et Hiver (1905-1910) ;
- avec Charles Mauerhoffer, le Royal Hotel (1907, aujourd'hui Royal Savoy) et l'église Saint-Paul (1908-1909) ;
- avec Oscar Oulevey, la synagogue (1908) et la prison de district du Bois-Mermet (1902).

Bonjour transforme seul le temple de la Croix d'Ouchy (1901), y ouvrant des baies néo-renaissance caractéristiques et l'on lui doit également l'hôtel Eden (1905) à l'avenue de la Gare à Lausanne, et, aux Rasses, l'agrandissement du Grand-Hôtel (1913-1915). Il est en outre constructeur d'écoles rurales (Saubraz, Champagne (Vaud) et Premier (Vaud)), ainsi que d'églises de campagne, pour lesquelles il s'inspire des édifices classiques anciens : Chevilly (Vaud), Prahins, Champtauroz, L'Abergement, Donneloye, Bioley-Orjulaz et Vuitebœuf. Il bâtit aussi le Winter Palace à Gstaad.

## Fonds d'archives
- Dossier ATS, Archives cantonales vaudoises.